# Спевак, Андрей Александрович
Андре́й Алекса́ндрович Спева́к (род. 4 января 1976, Шостка, Сумская область) — украинский футболист, полузащитник.

## Биография
Спевак начал футбольную карьеру в сезоне 1994/95, который провёл в составе сумского «Агротехсервиса». После сезона в составе северодонецкого «Химика» Спевак перешёл в «Зарю», которая в предыдущем сезоне вылетела из элиты. Спевак закрепился в основном составе луганчан и сыграл за сезон сорок матчей. В следующем году его купил донецкий «Металлург», за который футболист провёл два сезона. Затем Спевак переехал в Ивано-Франковск, где играл за «Прикарпатье» и «Прикарпатье-2». 16 июня 2000 года в матче «Прикарпатье» — «Звезда Кировоград» игрок оформил хет-трик, его команда выиграла со счётом 4:2. В сезоне 2000/01 Спевак перешёл в «Днепр», в составе которого провёл четыре года, периодически отлучаясь в фарм-клубы. Следующие два сезона игрок провёл в «Кривбассе», а в сезоне 2005/06 завершил карьеру, будучи футболистом «Металлиста».